# 余漢謀
余 漢謀（よ かんぼう）は中華民国の軍人。粤軍（広東軍）出身の軍人で、国民革命軍に属した。字は幄奇。

## 事跡

### 粤軍での台頭
広東陸軍小学第5期、武昌陸軍第2予備学校で学ぶ。1916年（民国5年）、中華革命党に加入した。1919年（民国8年）春、保定陸軍軍官学校第6期歩兵科を卒業した。当初は北京政府軍に加入したものの、翌1920年（民国9年）に南下して粤軍に転じ、第1師に所属している。
1925年（民国14年）、国民革命軍第4軍第11師第31団団長に任ぜられる。翌年、高雷警備司令も兼任した。1927年（民国16年）、第11師副師長に昇進し、1928年（民国17年）春には同師師長となっている。1929年（民国18年）春、広東編遣区第1旅旅長となり、同年夏には第59師師長に昇格した。この間に、蔣桂戦争を蔣介石派として戦っている。
1931年（民国20年）、胡漢民軟禁に端を発して、反蔣の西南派が広州国民政府を組織する。余漢謀も西南派に加わり、陸軍第1軍軍長に任ぜられた。同年12月、満州事変勃発を受けての大同団結により、南京・広州の両派は再合同し、余は中国国民党第4期中央執行委員に選出された（後の第5期、第6期でも同様）。翌1932年（民国21年）1月、国民党中央執行委員会西南執行部委員に任ぜられたほか、同年中に贛粤閩辺区第1路軍司令官に任ぜられ、紅軍掃討に従事する。翌年以降、陸軍第1軍軍政訓処主任や駐贛第6綏靖主任を兼ねた。

### 日中戦争と晩年
余漢謀は西南派の蜂起以降、広東の実質的な支配者である陳済棠に従属していた。しかし1936年（民国25年）6月に陳が反蔣の両広事変を発動すると、余や李漢魂はこれに追従せず、蔣介石に味方して陳を下野に追い込んでいる。同年9月、余は陸軍上将銜を授与され、10月、第4路軍総司令を兼ねた。
1937年（民国26年）、日中戦争が勃発すると、余漢謀は第4戦区副司令長官に任命された。翌年1月、第12集団軍総司令を兼任する。この頃は、広東省政府主席兼第35集団軍総司令をつとめていた李漢魂とよく連携し、日本軍相手に善戦している。1940年（民国29年）、第7戦区司令長官に昇進した。
日中戦争終結後の1946年（民国35年）6月に陸軍二級上将に昇進し、1948年（民国37年）5月、陸軍総司令に就任し、翌1949年（民国38年）からは、広州綏靖公署主任、華南軍政長官、海南特区行政長官公署副長官などを歴任して、薛岳とともに国共内戦で中国人民解放軍に抵抗した。しかし最後は海南島を失陥し、1950年（民国39年）5月、台湾へ逃れている。台湾では、第8期から第12期まで国民党中央評議委員をつとめ、1965年（民国54年）9月に、陸軍一級上将に昇進している。
1981年（民国70年）12月27日、台北市にて死去。享年85。